# Princípios de Chicago

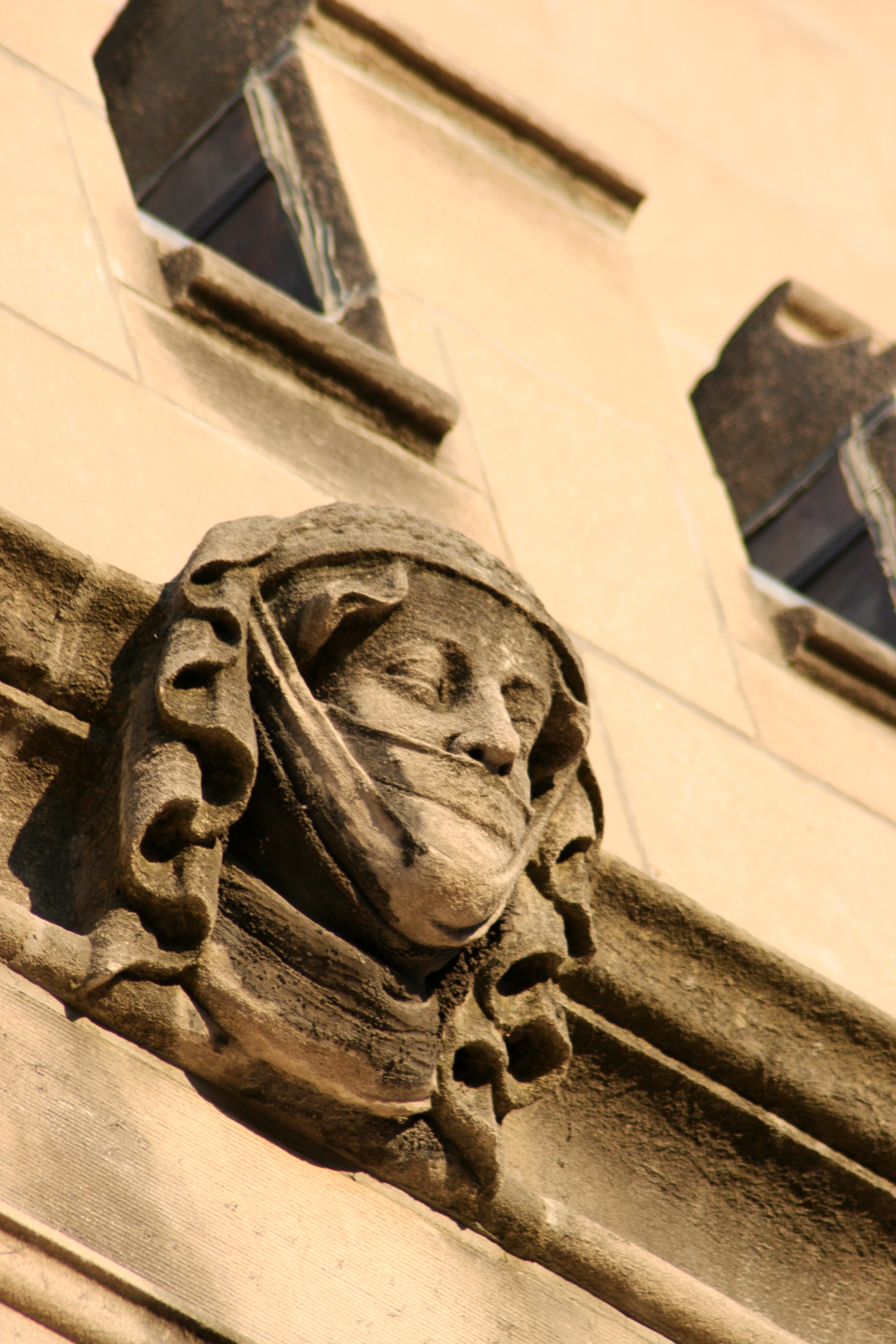
"Quimera" com lenço, na Universidade de Chicago (2009).

Os Princípios de Chicago, também conhecidos como Declaração de Chicago, são um conjunto de princípios orientadores destinados a demonstrar um compromisso com a liberdade de expressão nos campi universitários dos Estados Unidos. Adotados inicialmente pela Universidade de Chicago após um relatório emitido por um Comitê de Liberdade de Expressão designado em 2014, eles passaram a ser conhecidos como “Declaração de Chicago” ou “Princípios de Chicago”, uma vez que a Fundação para os Direitos Individuais na Educação (FIRE) liderou uma campanha para incentivar outras universidades em todo o país a aderir aos princípios ou modelar seus próprios com base em objetivos semelhantes.
Desde 2014, várias outras universidades do país se comprometeram com os princípios, incluindo a Universidade de Princeton, Universidade Purdue e a Universidade Washington em St. Louis. Em abril de 2022, o FIRE informou que 84 faculdades e universidades dos EUA "adotaram ou endossaram a Declaração de Chicago ou uma declaração substancialmente semelhante".